# Chan Chan (nummer)
Chan Chan is een nummer geschreven door de Cubaanse muzikant Compay Segundo. Het nummer werd in 1985 voor het eerst opgenomen door zijn groep. Het nummer verscheen op het album Aguaplano uit 1987. Dat jaar werd het nummer tevens uitgebracht als single. In 1996 werd het opnieuw opgenomen door een Cubaanse groep muzikanten onder de naam Buena Vista Social Club. Deze versie verscheen in 1997 op het gelijknamige debuutalbum van de groep. Tevens werd het op 16 september van dat jaar uitgebracht als de eerste single van de groep.

## Achtergrond
Chan Chan werd in 1984 geschreven door Compay Segundo, die vertelde dat hij de opening van het nummer had gedroomd en hier later de tekst bij schreef. Hij zei: Ik schreef Chan Chan niet, ik droomde het. Ik droom van muziek. Soms word ik wakker met een melodie in mijn hoofd, ik hoor de instrumenten, alles is vrij duidelijk. Ik kijk over het balkon en ik zie niemand, maar ik hoor het alsof het op straat gespeeld wordt. Ik weet niet wat het zou kunnen zijn. Op een dag werd ik wakker en hoorde die vier gevoelige noten, ik gaf ze een tekst geïnspireerd door een kinderverhaal uit mijn jeugd, Juanica y Chan Chan, en je ziet het, nu wordt het overal gezongen..
Het nummer speelt zich af op het strand en gaat over twee personen, net zoals in het verhaal Juanica y Chan Chan. Zij bouwen een huis, en gaan naar het strand om wat zand te halen. Chan Chan verzamelt het zand en legt het op een "jibe" (een zeef voor zand). Juanica schudt de zeef, en daardoor schudt ze zichzelf ook, waardoor Chan Chan verlegen wordt. De oorsprong van het nummer komt van een boerenliedje dat Compay Segundo hoorde van zijn vader toen hij twaalf jaar was. De vier plaatsen die in het nummer genoemd worden, Alto Cedro, Marcané, Cueto en Mayarí, liggen allemaal vlakbij elkaar in de Cubaanse provincie Holguín.
Volgens Segundo werd het nummer halverwege de jaren '80 voor het eerst live opgevoerd in de club Cristino. De eerste opname van het nummer kwam van zijn groep, die het in 1985 opnam, maar die pas in 1996 werd uitgebracht. In 1987 vroeg Segundo aan Eliades Ochoa of hij het nummer, samen met een aantal van zijn andere nummers, op wilde nemen met de Cuarteto Patria, zodat hij meer royalty's kon ontvangen. In 1989 werden deze nummers uiteindelijk opgenomen, maar pas jaren later verschenen deze opnamen op het album Chanchaneando.
In 1992 nam Segundo het nummer opnieuw op met Pablo Milanés voor diens album Años Vol. III. In november 1995 nam hij het nogmaals op voor zijn album Antología. In maart 1996 vormden Segundo en Ochoa met andere Cubaanse muzikanten de groep Buena Vista Social Club en namen een nieuwe versie van het nummer op. Dit verscheen in september 1997 als openingsnummer op hun gelijknamige debuutalbum, geproduceerd door de Amerikaanse gitarist Ry Cooder, en werd hun bekendste nummer waarmee ze wereldfaam verwierven.

## NPO Radio 2 Top 2000
| Nummer met noteringen in de NPO Radio 2 Top 2000 | '99 | '00 | '01 | '02 | '03 | '04 | '05 | '06 | '07 | '08 | '09 | '10 | '11 | '12 | '13 | '14 | '15 | '16 | '17 | '18 | '19 | '20 | '21 | '22 | '23 | '24 |
| ------------------------------------------------ | --- | --- | --- | --- | --- | --- | --- | --- | --- | --- | --- | --- | --- | --- | --- | --- | --- | --- | --- | --- | --- | --- | --- | --- | --- | --- |
| Chan Chan                                        | 539 | -   | 707 | 403 | 429 | 375 | 376 | 478 | 630 | 473 | 665 | 664 | 553 | 446 | 417 | 462 | 488 | 454 | 483 | 532 | 613 | 486 | 484 | 510 | 588 | 604 |

1. ↑  Een '-' betekent dat het nummer niet was genoteerd en een vetgedrukt getal geeft de hoogste notering aan.